# Великоплоське
47°0′41″ пн. ш. 29°40′14″ сх. д. / 47.01139° пн. ш. 29.67056° сх. д.Великопло́ське — пункт пропуску через Державний кордон України на кордоні з Молдовою (невизнана республіка Придністров'я). З молдавської сторони пропускні операції тимчасово не здійснюються.
Розташований в Одеській області, Роздільнянському районі, неподалік від села Великоплоске, через яке проходить автошлях Т 1615. Із молдавського боку розташований пункт пропуску «Мелеєшть» у селі Малаєшти, Григоріопольський район, на автошляху М4 у напрямку Тирасполя.
Вид пункту пропуску — автомобільний. Статус пункту пропуску — міждержавний.
Характер перевезень — пасажирський, вантажний.
Окрім радіологічного, митного та прикордонного контролю, пункт пропуску «Великоплоське» може здійснювати фітосанітарний, екологічний, ветеринарний та контроль Служби міжнародних автомобільних перевезень.
Пункти контролю «Великоплоське» входить до складу митного посту «Кучурган» (UA500K05) Одеської митниці. Код місця митного оформлення — UA500340 (відділ митного оформлення № 3, ознака пункту пропуску — 217).
Був тимчасово закритий з 13 березня 2020 року до 20 травня 2020 року у зв'язку з пандемією коронавірусної хвороби відповідно до розпорядження КМУ від 13.03.2020 №288-р.

## Історія
Пункт пропуску «Великоплоське» раніше входив до складу митного посту «Роздільна» Південної митниці. Код пункту пропуску — 50009 31 00 (21).